# Phare de Cay Sal Bank
Le phare de Cay Sal Bank est un phare inactif situé sur un des cayes d'Elbow Cays, aux Bahamas.

## Histoire
Un grand phare en pierre  fut construit par les Britanniques sur l'île de North Elbow Cay en 1839, avec quelques petits bâtiments. Cette île fait partie du groupe d'Elbow Cays du Cay Sal Bank.
Il marquait l'entrée sud du détroit de Floride depuis le golfe du Mexique et fut actif jusqu'aux années 1940. Le phare abandonné a été brièvement réactivé dans les années 1970, lorsque les Forces armées bahaméennes a installé un poste sur l'île voisine de Cay Sal pour surveiller le trafic de drogue. De nombreux cubains tentant de traverser le détroit de Floride sur des bateaux de fortune et des radeaux ont débarqué sur cette caye et écrit leurs noms sur les ruines du phare.

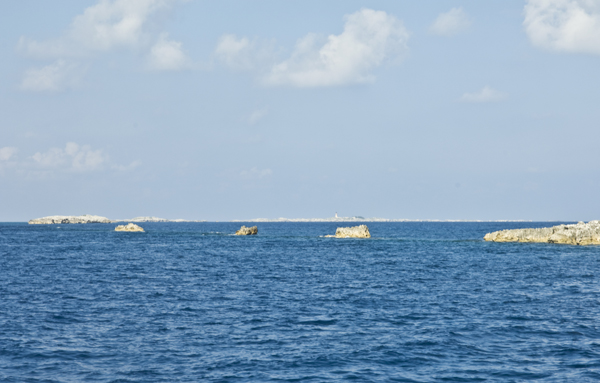
Elbow Cays

Identifiant : ARLHS : BAH-008  .

### Lien connexe
- Liste des phares des Bahamas